# Liljatje
Liljatje (bulgariska: Лиляче) är ett distrikt i Bulgarien.   Det ligger i kommunen Obsjtina Vratsa och regionen Vratsa, i den nordvästra delen av landet, 70 km norr om huvudstaden Sofia.
Omgivningarna runt Liljatje är en mosaik av jordbruksmark och naturlig växtlighet. Runt Liljatje är det ganska tätbefolkat, med 111 invånare per kvadratkilometer.